# Cryptolabis molophiloides
Cryptolabis molophiloides är en tvåvingeart som beskrevs av Alexander 1943. Cryptolabis molophiloides ingår i släktet Cryptolabis och familjen småharkrankar. Inga underarter finns listade i Catalogue of Life.